# Union County (South Carolina)
Union County is een van de 46 county's in de Amerikaanse staat South Carolina.
De county heeft een landoppervlakte van 1.332 km² en telt 29.881 inwoners (volkstelling 2000). De hoofdplaats is Union.

## Bevolkingsontwikkeling
· Abbeville County · Aiken County · Allendale County · Anderson County · Bamberg County · Barnwell County · Beaufort County · Berkeley County · Calhoun County · Charleston County · Cherokee County · Chester County · Chesterfield County · Clarendon County · Colleton County · Darlington County · Dillon County · Dorchester County · Edgefield County · Fairfield County · Florence County · Georgetown County · Greenville County · Greenwood County · Hampton County · Horry County · Jasper County · Kershaw County · Lancaster County · Laurens County · Lee County · Lexington County · Marion County · Marlboro County · McCormick County · Newberry County · Oconee County · Orangeburg County · Pickens County · Richland County · Saluda County · Spartanburg County · Sumter County · Union County · Williamsburg County · York County